# El-Lahun

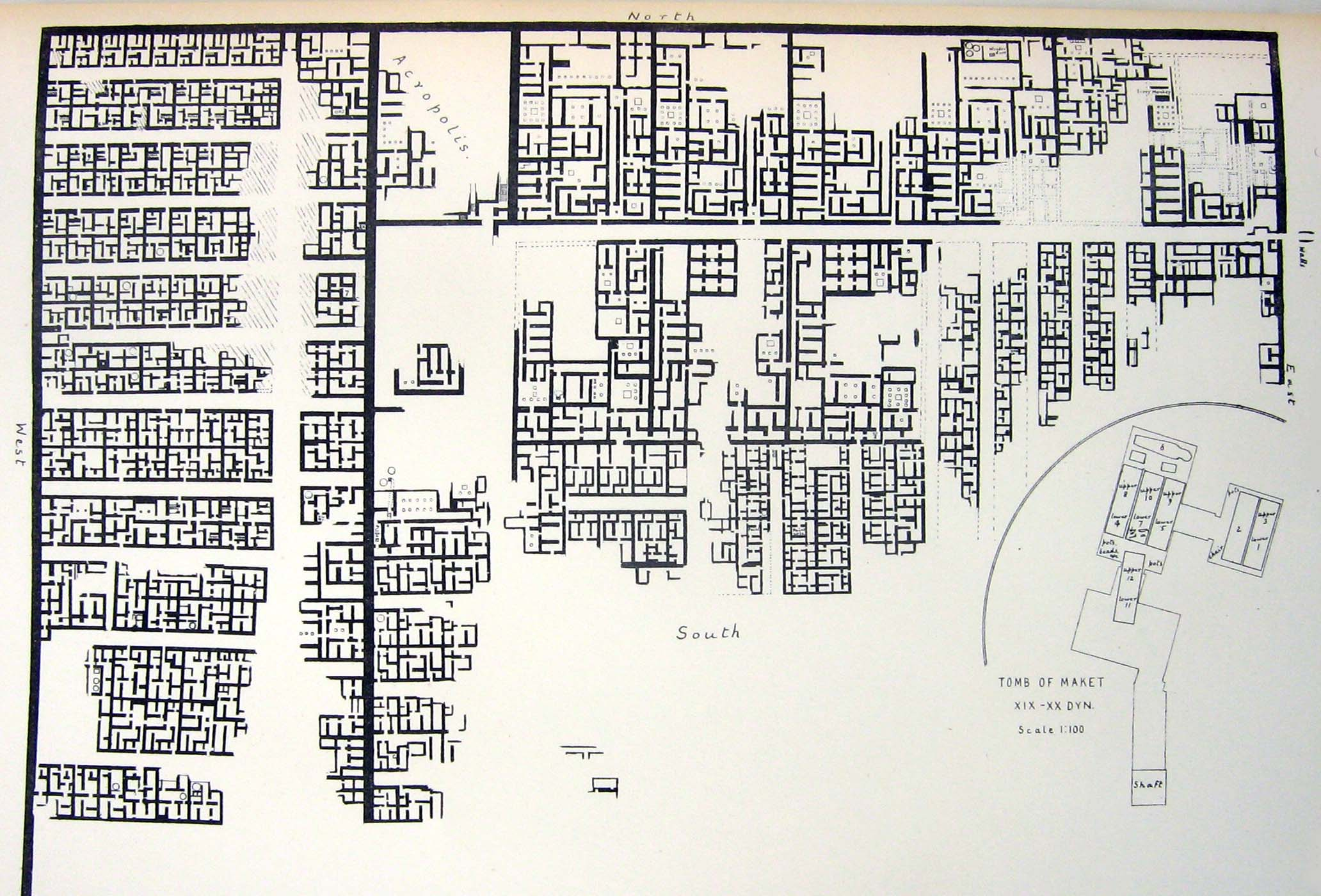
El Lahun, Egitto (XIX secolo a.C.), la cui pianificazione regolare riflette rapporti di forza dispotici e ierocratici della civiltà egizia.

el-Lahun è una località situata nella regione del Fayyum, in Egitto, conosciuta anche come Illahun oppure Kahun.
Il sito conserva resti archeologici risalenti al Medio Regno tra cui il complesso piramidale di Sesostri II.  

## Complesso piramidale di Sesostri II
Il complesso piramidale di Sesostri II venne per la prima volta esplorato da Flinders Petrie nel 1887-89. Egli vi compì successivamente altre campagne di scavo, nel 1913 e nel 1920.
L'intero complesso era circondato da due ordini di mura di recinzione e, ancora più all'esterno, da un filare di alberi piantati appositamente.

Le strutture accessorie facenti parte del complesso funerario (tempio funerario, rampa processionale, tempio a valle) sono praticamente scomparse. Sul lato sud, tra le due cinte murarie, sono state ritrovate delle tombe regali a pozzo, tra cui la più nota è quella della principessa Sithathoriunet, figlia di Sesostri II, i cui gioielli sfuggirono al saccheggio e giunsero così sino a noi.

### La piramide
La piramide venne edificata attorno ad un nucleo di roccia preesistente, al quale venne aggiunta la struttura stellata tipica delle piramidi della XII dinastia; gli spazi vuoti vennero colmati da mattoni crudi. La copertura consisteva in lastre di calcare bianco che doveva contrastare col pyramidion in granito nero, del quale ci sono giunti i frammenti.

La base della struttura aveva un lato di 107 metri, ma si ignora quanto fosse alta in quanto l'angolo di pendenza non è ormai determinabile.
L'ingresso della piramide si sarebbe dovuto trovare, come consuetudine, sul lato nord. Fu invece scoperto nel cortile davanti alla facciata sud della stessa, forse per motivi di sicurezza. Un pozzo profondo 9 metri giungeva nei pressi di alcune piccole sale; sotto il pavimento, però, vi era un accesso segreto ad un corridoio che si dipanava sotto la piramide con variazioni di pendenza e di direzione, fino a giungere alla camera funeraria, con soffitto a volta. Qui venne ritrovato il grande sarcofago in granito rosso ed una tavola delle offerte in alabastro. In una nicchia, Petrie e Brunton nel 1920 rinvennero qualche ricco gioiello sfuggito ad antichi violatori di tombe.

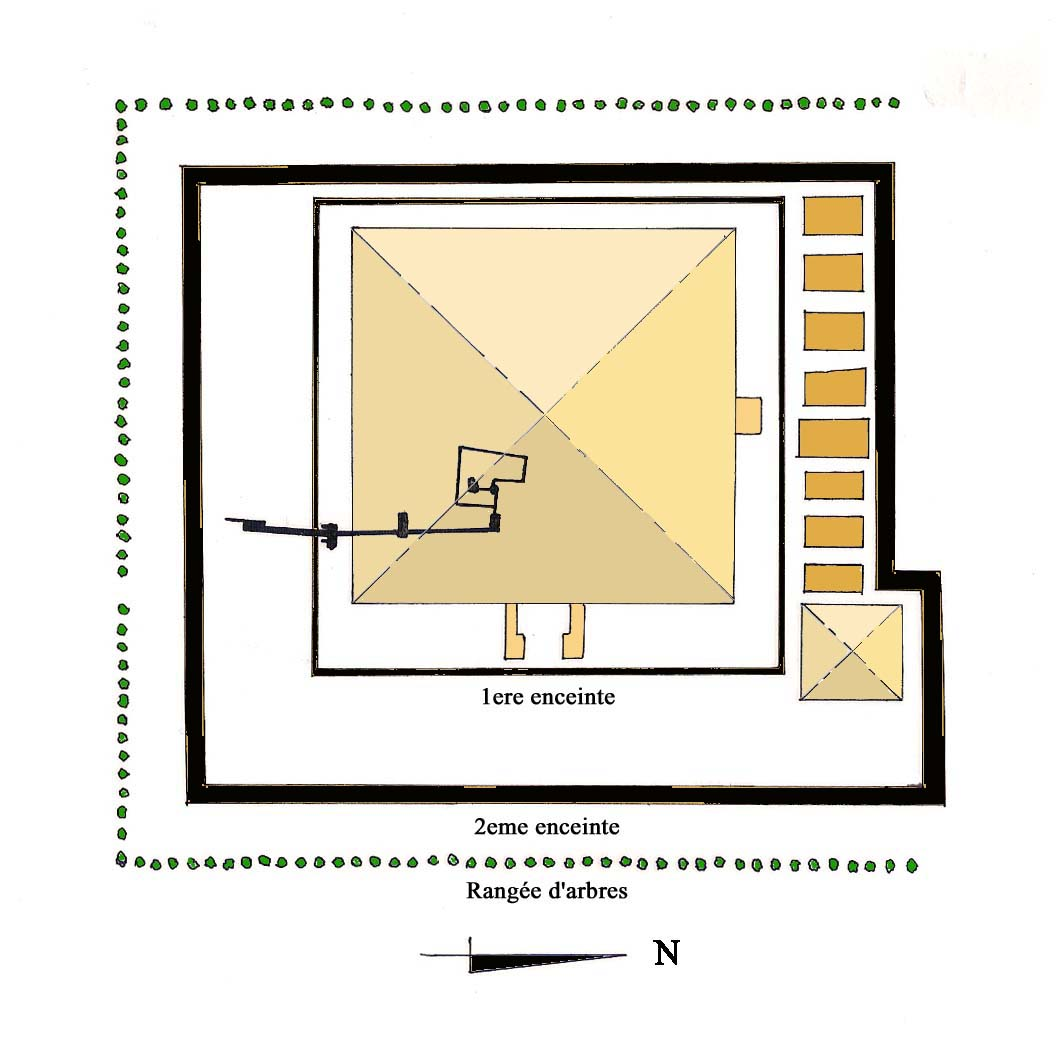
Pianta del complesso funerario
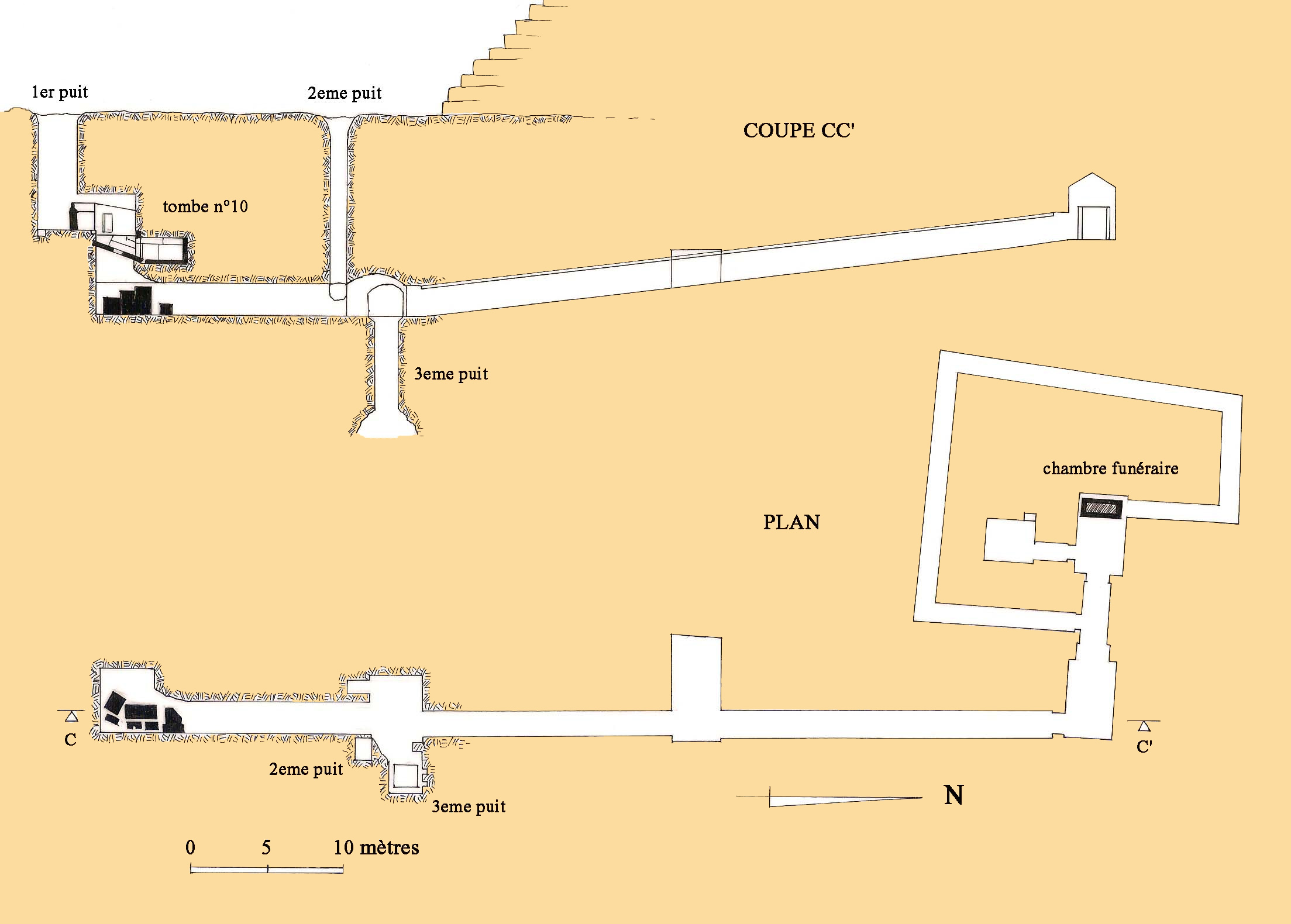
Sezione e pianta dell'ipogeo
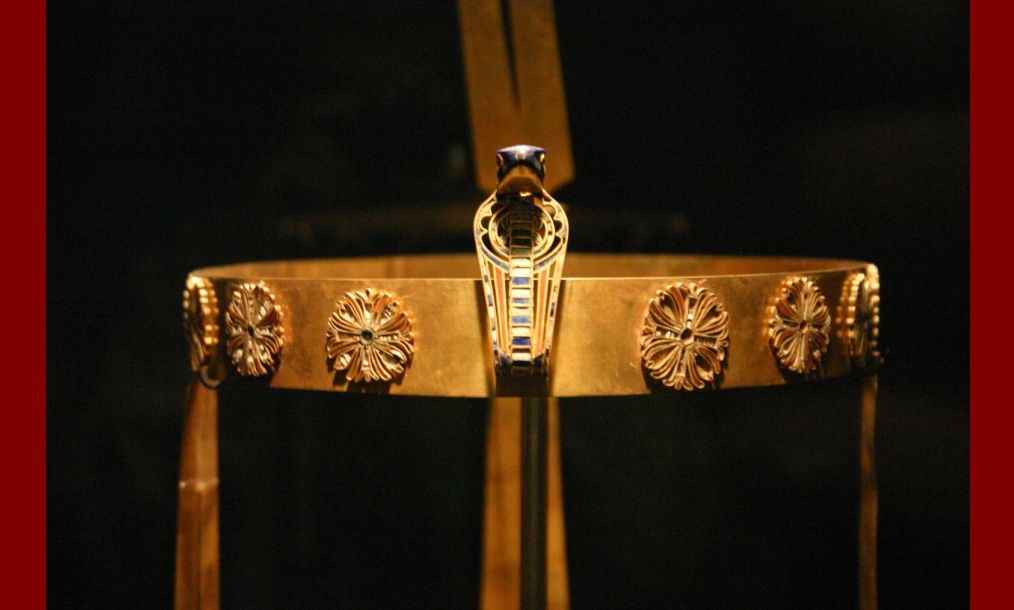
Corona della principessa Sithathoriunet
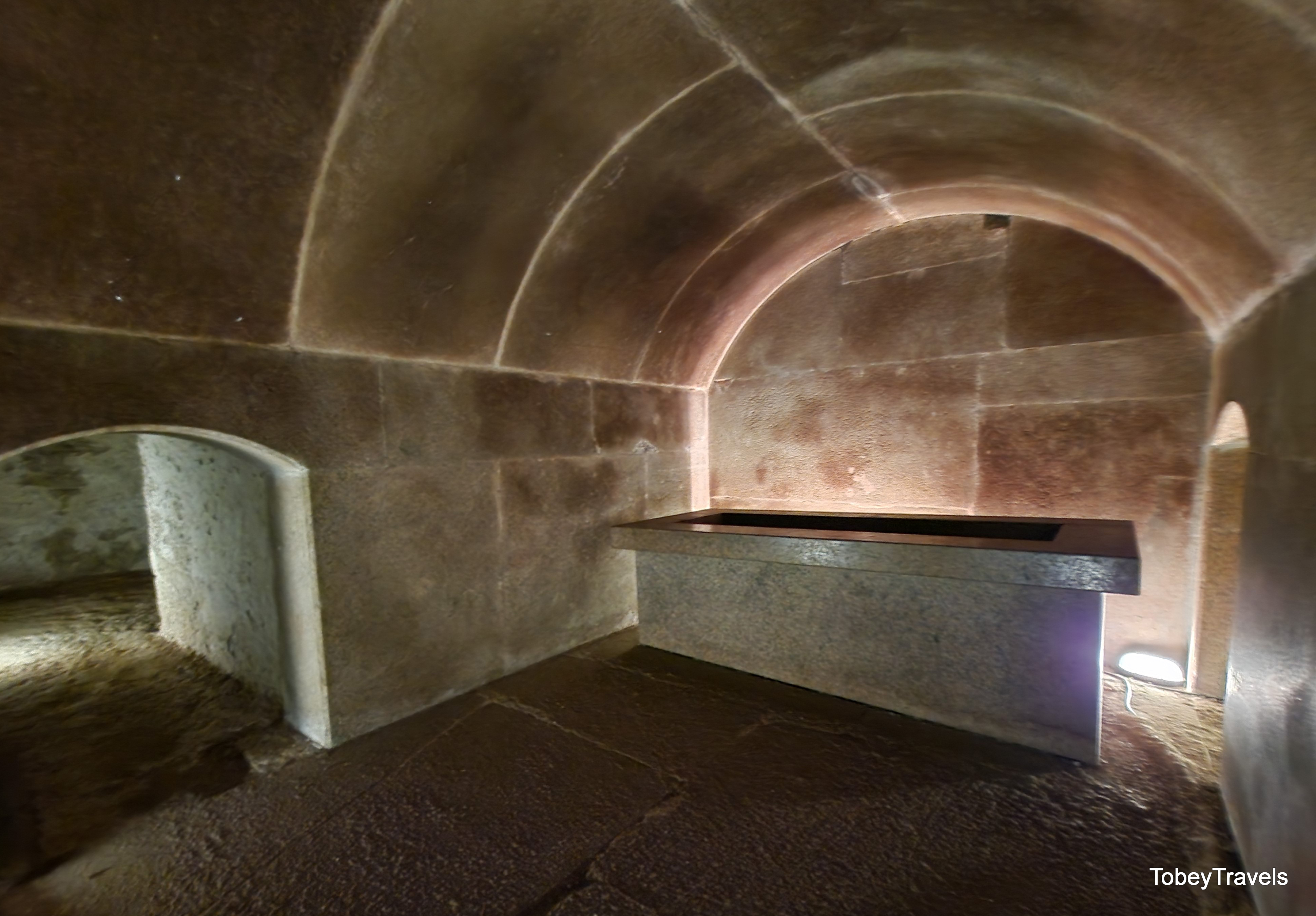
La camera sepolcrale e il sarcofago di Sesostri II, all'interno della sua piramide.

## Villaggio operaio
A 2 kilometri a nordest del complesso (29°14′18″N 30°59′06″E), il faraone ordinò la realizzazione di un villaggio operaio temporaneo chiamato Hetep-Sesostri, pensato unicamente per dare alloggio agli addetti alla costruzione del complesso ed alle loro famiglie. Il villaggio ha una pianta rettangolare perfettamente ordinata e razionale, con lati di 400 x 350 metri.

In un tempio del villaggio, Petrie rinvenne svariati rotoli di papiri recanti testimonianze di vita quotidiana di quel periodo di storia egizia.